# Königsboden

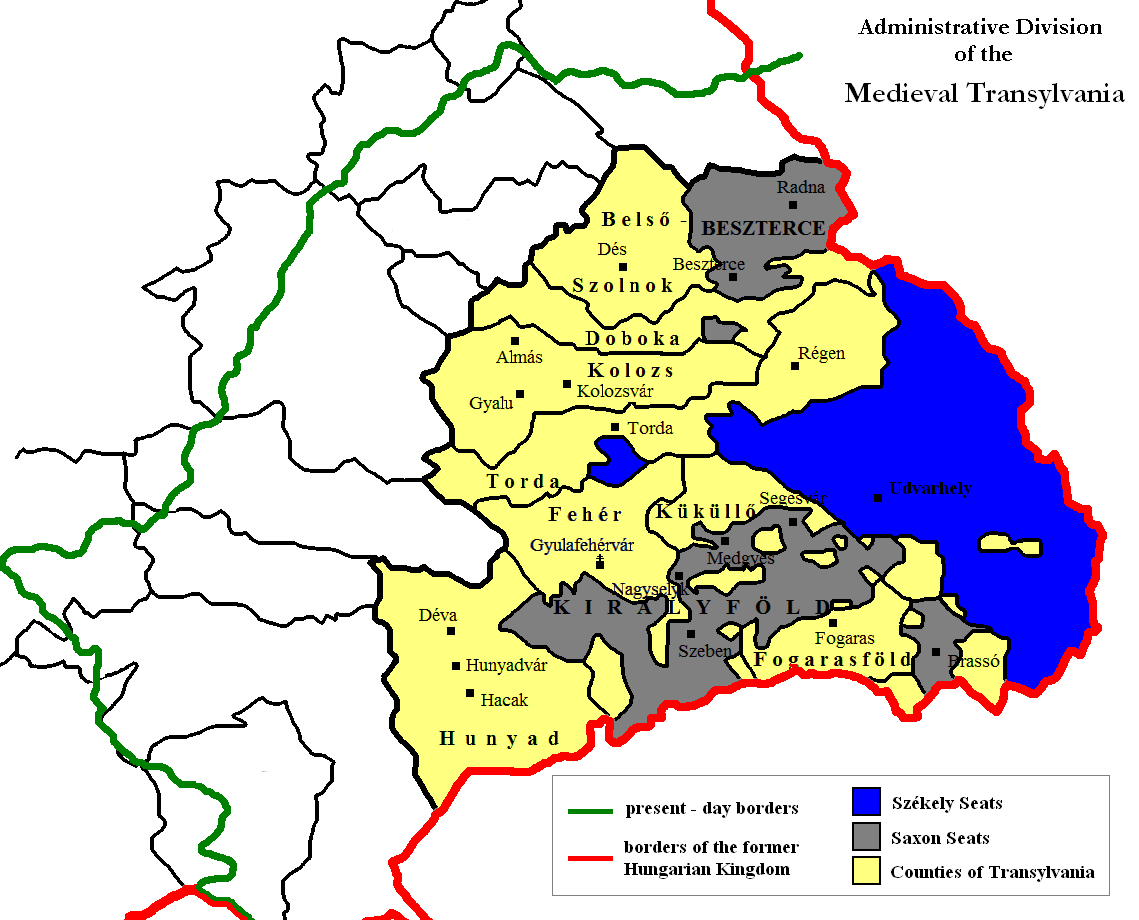
Gebiete der drei privilegierten siebenbürgischen Stände
Blau: Szekler,
Grau: Siebenbürger Sachsen – Königsboden nach dem Recht des Goldenen Freibriefs,
Gelb: adeliger Komitatsboden

Komitate, Distrikte und Stühle im Großfürstentum Siebenbürgen um 1770

Der Königsboden (lateinisch Fundus regius, rumänisch Pământul regesc (Ținutul crăiesc), ungarisch Királyföld oder Szászföld) ist ein alter Regionsname, ursprünglich für das Gebiet, das sich zwischen den Flüssen Alt und Große Kokel in Siebenbürgen erstreckt. In alten Urkunden und Karten wird als Westgrenze Broos im Unterwald und als östlichster Punkt Draas im Repser Ländchen angegeben.
Die Bezeichnung Königsboden deutet auf die besondere Rechtslage des Gebiets im Mittelalter hin. Ab dem 12. Jahrhundert war das relativ dünn besiedelte Gebiet durch deutsche Siedler erschlossen worden und ein zusammenhängender königlicher Besitz; der ungarische König Géza II. warb ab 1146 Siedler aus dem Deutschen Reich an. Mittelalterliche Quellen nannten das Gebiet damals terra regis oder fundus regis. Die dort lebenden Siebenbürger Sachsen waren nur dem König von Ungarn untertan, der sie im Goldenen Freibrief von 1224 (Andreanum) mit weitreichenden Privilegien und Sonderrechten sowie einer Art Autonomiestatut ausstattete. Diese Rechte wurden bald auch auf das Burzenland um Kronstadt und das Nösnerland mit dem Vorort Bistritz ausgedehnt. Dieser Goldene Freibrief ist das weitestreichende und am besten ausgearbeitete Statut, das deutschen Siedlern in Osteuropa je gewährt wurde.
In diesem Gebiet wurden den ersten Siedlergruppen der Siebenbürger Sachsen Land und Hofstellen zugeteilt. Sie gründeten dort ihre ältesten Städte und Dörfer. Später entwickelten sich auf dem Königsboden als Verwaltungseinheiten die Sieben Stühle und die Nationsuniversität als politische Vertretung der Siebenbürger Sachsen. Gemeinhin wurde der Königsboden aufgrund seiner Einwohnerschaft als Sachsenland bezeichnet.
Nachdem der Königsboden über mehrere Jahrhunderte – von kurzen Unterbrechungen abgesehen – eine wichtige Grundlage für den rechtlichen Status der Siebenbürger Sachsen war, hat er seit dem Österreichisch-Ungarischen Ausgleich von 1867 nur noch historische Bedeutung. Nach dem Ersten Weltkrieg fiel Siebenbürgen und damit auch der Königsboden durch den Vertrag von Trianon 1920 an Rumänien. Heute wird die Gegend überwiegend von Rumänen bewohnt.